# Eshowe
Eshowe ist eine Stadt in der südafrikanischen Provinz KwaZulu-Natal. Sie befindet sich in der Gemeinde uMlalazi im Distrikt King Cetshwayo. 2011 hatte sie 14.744 Einwohner. Eshowe ist die älteste von Europäern gegründete Stadt im Zululand. Der Name kommt vermutlich von der isiZulu-Bezeichnung showe oder shongwe für eine bestimmte Art aus der Familie der Seidenpflanzengewächse. Der Name könnte auch von den Geräuschen des Winds inspiriert worden sein, der durch den mehr als vier Quadratkilometer großen Urwald Dhlinza Forest weht.
Heute ist Eshowe eine Marktstadt und hat ein Einzugsgebiet mit einem Radius von 100 Kilometern, zwei Einkaufszentren, einen Busbahnhof, durch den das Hinterland verkehrlich angebunden ist, ein Krankenhaus und mehrere Schulen.

## Geschichte
1860 baute hier Cetshwayo, der damals nur ein Zuluprinz war, einen Kraal, den er Eziqwaqweni (etwa ‚Räuberhöhle‘) nannte. 1861 wurde in Eshowe eine Missionsstation vom norwegischen Missionar Pfarrer Ommund Oftebro gegründet. Cetshwayo gab dazu seine Zustimmung. Später wurde der Ort KwaMondi Mission Station („Ort des Mondi“) genannt, nach dem Zulu-Namen, den Oftebro bekam.

### Belagerung Eshowes
Während des Zulukriegs von 1879 führte Oberst Charles Pearson die Küstenkolonne nach Eshowe. Die Kolonne traf am Nyezane River auf einen Teil der Zulu-Armee. Nach einem kurzen Kampf wurde die Kolonne auf die KwaMondi-Mission zurückgedrängt, die sie befestigten und von da an Fort Eshowe nannten. Die Truppen von Oberst Pearson wurden zehn Wochen belagert, bis sie am 3. April von Lord Chelmsford nach der Schlacht von KwaGingindlovu befreit wurden.

### Hauptstadt des Zululands
1887 erklärten die Briten Eshowe zur Hauptstadt des Zululands. Der britische Resident Melmoth Osborne wohnte hier. Nach ihm wurde auch die Stadt Melmoth benannt. 1891 bekam Eshowe das Stadtrecht.
1947 besuchte die britische Königsfamilie (Georg VI., Queen Elizabeth, Prinzessin Elisabeth und Prinzessin Margaret) Eshowe. Sie wurden von König Cyprian begrüßt. Sie sahen sich den Dlinza Forest an und übernachteten in The Residency.
Eshowe war auch der Sitz der ersten schwarzen Diözesanbischöfe der Anglikanischen Gemeinschaft und der Römisch-katholischen Kirche in Südafrika.

## Museen
- Fort Nongqwayi, ein altes britisches Fort
- Vukani Museum, ein Museum für Zulu-Kunsthandwerk

## Naturparks in der Umgebung
- iSimangaliso-Wetland-Park
- Hluhluwe-Umfolozi-Park
- Ithala-Wildreservat
- Lubombo Transfrontier Conservation Area